# Дружба (Башкортостан)
Дру́жба (баш. Дуҫлыҡ) — село в Давлекановском районе Республики Башкортостан Российской Федерации. Входит в состав Поляковского сельсовета.

## География

### Географическое положение
Расстояние до:
- районного центра (Давлеканово): 12 км,
- центра сельсовета (Поляковка): 3 км,
- ближайшей ж/д станции (Давлеканово): 12 км.

## Население
| 2002 | 2009 | 2010 |
| ---- | ---- | ---- |
| 314  | →314 | ↘305 |

### Национальный состав
Согласно переписи 2002 года, преобладающие национальности — башкиры (51 %), татары (30 %).